# Gotika
Gotika (njem. Gotik, od kasnolat. gothicus: koji pripada Gotima) je umjetničko razdoblje koje je trajalo oko tri stotine godina, odnosi se na doba kasnog srednjeg vijeka tijekom 13. i 14.stoljeća; najsamostalniji stilski izričaj zapadnoeuropske umjetnosti nakon antike. Javila se u prvoj polovici 12. stoljeća u sjeverozapadnoj Francuskoj (Île-de-France) i u pojedinim je zemljama trajala različito, a nestala je krajem 15. st.; premda su se i poslije javljale gotizirajuće tendencije. »Arte gotica« je prvotno bio prijeziran naziv kojim je Giorgio Vasari htio izraziti da je, s gledišta talijanske renesanse, taj stil barbarski. S obzirom na razvojne faze dijeli se na ranu, visoku i kasnu gotiku; prvi su joj širitelji bili cisterciti, dok su nositelji visoke i kasne gotike bili prosjački redovi (dominikanci, franjevci) i građanstvo.

## Opće odlike
Isprva stil francuskih katedrala, gotika se do kraja 14. stoljeća razvila u mnogo svjetovniji umjetnički smjer poznat pod nazivom međunarodni stil ili internacionalna gotika. Ovaj se stil nastavio do kasnog 15. stoljeća kad ga je zamijenila renesansa.
Vremensko trajanje gotike razlikuje se u određenim područjima, primjerice dok se u Italiji već od 14. stoljeća javljaju ideje humanizma i individualizma svojstvenih ranoj renesansi počevši od Petrarke, u Engleskoj gotika traje i do 17. stoljeća. U Španjolskoj se gotika isprepliće s mudejarskom umjetnošću.
Osim u arhitekturi, gotička umjetnost najprisutnija je u skulpturi, vitrajima, freskama, štafelajnom slikarstvu i u iluminiranim rukopisima. Gotičku umjetnost karakterizira velika narativnost, kroz sve vidove umjetnosti "priča se priča", bilo da se radi o vjerskim motivima ili o svjetovnijoj tematici. Razvoj književnosti također je utjecao na nove svjetovne motive u likovnoj umjetnosti. Religijski prizori često su uključivali i prizore iz prirode, poput alegorija, prikaza mjeseci, zodijakalnih znakova, sezonskih poljoprivrednih radova i sličnoga.
Svjetovna umjetnost jačala je pod utjecajem razvoja gradova, trgovine i ekonomije, što je omogućilo bogatijem sloju da naručuje izradu zavjetnih skulptura ili iluminiranih rukopisa. Novoosnovani cehovi okupljali su i evidentirali umjetnike koji su bili smatrani vještim obrtnicima, zahvaljujući čemu danas znamo imena brojnih gotičkih majstora.

## Arhitektura
Prvim građevinama gotike smatraju se pariška crkva Saint Denis, koju je 1137. godine dao izgraditi opat Suger, a zatim katedrala u Chartresu i katedrala Notre-Dame u Parizu. Tako je zapadni portal Chatresa uokviren je skulpturama burgundskih majstora, koje su u harmoničnom spajanju arhitekture i skulpture ujedno označile razdoblje zrele ili klasične gotike. 
Nasuprot romaničkih širokih ploha, zbijenosti i masivnosti, gotička arhitektura teži visini, prozračnim formama i „nedokučivom interijeru” prepunom svjetla. Arhitektonski elementi poput rebrastog križnog svoda, prelomljenih lukova i snažnih kontrafora, naglašavaju visinu građevina. Kontrafori završavaju šiljastim tornjićima (fijale), s kovrčastim kamenim ukrasima (rakovice, pužarice) na rubovima. Na pročelju gotičkih katedrale nalaze se obično po dva visoka i šiljasta zvonika, kojima je naglašena dominacija vertikale u cijelom sustavu, a iznad sjecišta glavnoga broda s poprečnim uzdiže se tanki i vitki krovni tornjić. Važnu ulogu u gotičkom prostoru imaju ukrasne galerije i visoki prozori, koji ispunjavaju prostor crkve svjetlošću. Graditelji gotičkih katedrala također koriste bogatstvo obojene svjetlosti putem vitraja, čime crkveni prostor gubi težinu i postaje transcendentalan.
Rana gotika obuhvaća razdoblje 12. i početka 13. stoljeća a obilježena je jasnoćom, čistoćom i disciplinom arhitektonskih okvira, koji se još oslanjaju na romaničku tradiciju. U zreloj gotici dolazi do postupne dominacije skulpture u odnosu prema arhitekturi. Kasnijemu razdoblju pripadaju katedrale u Reimsu, Amiensu i Laonu. Gotika se preko Strasbourga širila u područje Rajne i dalje u Njemačku (Köln, Freiburg im Breisgau, Ulm), Podunavlje (Regensburg, Beč) i ostale europske zemlje; u Engleskoj se obogatila novim varijantama u konstrukciji svodova (London, Wells, Lincoln). U Italiji su se više primjenjivali njezini dekorativni negoli konstruktivni elementi (Firenca, Siena, Orvieto). Velik je zamah doživjelo i svjetovno graditeljstvo koje je preuzelo oblike i motive katedralnoga graditeljstva. Tako su nastali burgovi, gradske vijećnice, palače, hospiciji, gradske kuće i dr.
Kasna gotika od 14. stoljeća nadalje, donosi gubitak ravnoteže u odnosu konstrukcije i dekoracije. Obilježena je pretrpanošću ukrasima, pojavljuju se ukrasi u obliku plamena koji se u Francuskoj naziva gothique flamboyant (plamena gotika), a u Italiji gotico fiorito (cvjetna gotika)  i sl. Venecija 15. stoljeća primjer je talijanske cvjetne gotike, bazirane na romaničkoj arhitekturi koja je »razbijena« mnoštvom ukrasa, detalja, kao i zvjezdastim i mrežastim svodovima.

## Skulptura
Najvažnija klasična gotička umjetnost prisutna je na skulpturama koje ukrašavaju zidove katedrala poput Portala kraljeva (Katedrala u Chartresu). 
Skulptura koja je u doba romanike i rane gotike bila potpuno u funkciji arhitekture, tijekom gotike se polako oslobađa iz arhitektonskog okvira i dobiva sve veći značaj. 
Crkvena skulptura najčešće prikazuje tri glavna motiva: svakidašnji život (godišnja doba, mjeseci važni za poljoprivredu); moralni život (borba kreposti i mana), i misaoni (slobodni život, preuzet iz antike). Skulpture svetaca, kraljeva, alegorijskih i drugih likova na portalima katedrala daju najbolji primjer umjetničkog razvoja koji je prethodio potpunom oslobađanju skulpture u renesansi. 
Kiparski motivi gotike su prvenstveno ograničeni na crkvenu skulpturu s religijskim i moralizatorskim prizorima. No ovo doba donosi i pojavu prvih individualnih portreta i autoportreta, najčešće crkvenih građevinara i kipara te pokrovitelja umjetnosti. 
Ljudske figure se prikazuju sa sve većim realizmom, a prigušen utjecaj klasične antičke umjetnosti vidljiv je u ekspresivnosti izraza, naglašavanju emotivnog stanja i u pažljivom oblikovanju draperija prikazanih likova.

## Gotičko slikarstvo
Slikarstvo rane gotike obilježeno je isprva sporim razvojem, većinom se svodilo na umjetnost vitraja koja je potisnula prijašnje iluminacije samostanskih rukopisa. Oslanjajući se na romaničku tradiciju i pod utjecajem crkvene skulpture, u vitrajima se razvio plošni, ornamentalan stil bez trodimenzionalnosti.
Tijekom 13.stoljeća u Francuskoj se razvio "elegantni stil" vidljiv u iluminacijama molitvenika, pri čemu se ljudske figure prikazuju uz sve više pažnje i detalja i s naglašenijim volumenom. U Italiji toga vremena slikarstvo je obilježeno "novobizantskim" stilom koji je uslijedio nakon križarskog osvajanja Carigrada godine 1204.
Preokret u slikarstvu 14. stoljeća donosi talijanski umjetnik Giotto di Bondone. Njegovi prethodnici bili su Cimabue i Duccio, koji već krajem 13. stoljeća počinju prirodnije prikazivati likove te naglašavaju voluminoznost tijela i prostornost slike. Slikarstvo Giotta označava prekid s dotadašnjom ptičjom i obrnutom perspektivom a također uvodi novu narativnost u vjerske prizore. Giotto zapostavlja ulogu arhitektonskih okvira, dubinu prostora oblikuje položajem i veličinom ljudskih figura, naglašavajući time prostorne planove slike. Giotto je izvršio velik utjecaj na druge umjetnike a njegovi najpoznatiji radovi nalaze se u Firenzi, Padovi i Assisiju.
Slikari srednje i sjeverne Europe preuzeli su od talijanskih umjetnika narativnost, prikaze krajolika i prostornost slike. Od druge polovice 14. st. se spajanjem sjevernih i talijanskih tradicija razvio tzv. „međunarodni stil”, koji je obuhvaćao slikarstvo i kiparstvo. Obilježava ga naturalizam prikaza s naglašavanjem detalja, važnost dubine prostora te meko oblikovanje ljudskih figura i draperija. Najvažniji talijanski slikar međunarodnog stila bio je Gentile da Fabriano, koji je uz naturalizam detalja i elemente fantastičnog, unio i novu upotrebu svjetlosti na slici. Oko 1400. godine, uglavnom posredstvom Italije, uz iluminacije se razvijalo i uljeno slikarstvo i na drugim područjima (Češka slikarska škola, Avignonska škola). 
Francusko gotičko slikarstvo početka 15. stoljeća obilježili su Flamanci, braća Limbourg, koji su bogato oslikali molitvenik vojvode od Berryja (Tres riches du Duc de Berry). Pritom su vrlo detaljno prikazali kalendarske mjesece sa svim popratnim ljudskim radovima i promjenama prirode. Flamansko slikarstvo je postajalo sve značajnijim, a djelima Huberta i Jan van Eycka konačno je nadmašilo skulpturu. U Njemačkoj su uljeno slikarstvo razvijali Majstor Francke i S. Lochner, dok su Martin Schongauer, Albrecht Dürer i Matthias Grünewald svojim radovima označavali prijelaz iz gotike u renesansu.

## Važniji spomenici gotike
| Francuska: - Bazilika Saint-Denis, Pariz, 12. stoljeće - Katedrala Notre-Dame u Parizu, 12. stoljeće - Katedrala u Chartresu, 12. – 13. stoljeće - Katedrala u Reimsu, 13.stoljeće - Katedrala u Salisburyju, 13. stoljeće - Grande Île u Strasbourgu, 13. st. - Mont-Saint-Michel, 13. i 14. st. - Katedrala Saint Etienne u Bourgesu, 14. st. - Stara jezgra Avignona, 14. st. - Episkopalni grad Albi, 14. st. Njemačka: - Katedrala u Kölnu, 13. stoljeće - Katedrala u Naumburgu, 13. stoljeće - Katedrala u Bambergu, 13. stoljeće - Stari dio grada Regensburga, 13. st. - Hanzeatski grad Lübeck s gradskim vratima Holstentor, 14. st. - Zavjetna crkva, dvorac i stari dio grada Quedlinburga, 14. st. | - Povijesne gradske jezgre Stralsunda i Wismara, 14. st. - Bremenska gradska vijećnica i Bremenski Roland, 15. st. Italija: - Povijesno središte Siene, 13. st. - Castel del Monte, 13. st. - Sta Croce, Firenza, 13. t. - Nicola Pisano, Krstionica u Pisi, 13. st. - Ca d'Oro, Venecija, 15. st. - Krstionica u Firenci, 14. i 15. st. - Milanska katedrala, 15. st. Ostatak Europe: - Srednjovjekovni zvonici nazvani Belfried, Belgija - Povijesno središte Bruggea, Belgija - Povijesno središte Praga, Češka - Povijesno središte grada Kutná Hora, Češka - Židovska četvrt i Bazilika sv. Prokopija u Třebíču, Češka - Povijesno središte Tallinna, Estonija | - Stara crkva u Petäjävesi, Finska - Stari grad Vilnius, Litva - Stare četvrti i utvrde Luxembourga - Krakovsko staro mjesto, Poljska - Stari grad Toruń, Poljska - Stari grad Stargard, Poljska - Samostan Batalha, Portugal - Samostan Kristovog reda, Portugal - Povijesni grad Bardejov, Slovačka - Katedrala u Burgosu, Španjolska - Zidine Cáceresa, Španjolska - Llotja de la Seda, Valencija, Španjolska - Hanzeatski grad Visby, Švedska - Stari grad Bern, Švicarska - Tri dvorca i obrambene zidine trgovačkog grada Bellinzona, Švicarska - Dvorac Durham i Durhamska katedrala, Ujedinjeno Kraljevstvo - Westminsterska opatija, UK - Katedrala u Canterburyju i Opatija sv. Augustina u Canterburyju, UK |

## Vanjske poveznice
- Gotička umjetnost
- Gotička umjetnost, Museumsportal Schleswig-Holstein
- Gotička umjetnost  Arhivirana inačica izvorne stranice od 18. ožujka 2009. (Wayback Machine), iz"Svjetske povijesti umjetnosti"
- GOTHICmed: Virtualni muzej Gotičke arhitekture Sredozemlja  Arhivirana inačica izvorne stranice od 29. siječnja 2017. (Wayback Machine)
- gotičko graditeljstvo Hrvatska tehnička enciklopedija, portal hrvatske tehničke baštine. LZMK